# Giovanni Gazzinelli
Giovanni Gazzinelli (Araçuaí, 6 de setembro de 1927 – Belo Horizonte, 14 de janeiro de 2020) foi um imunologista, pesquisador brasileiro e professor universitário brasileiro.
Membro titular da Academia Brasileira de Ciências e Grã-cruz da Ordem Nacional do Mérito Científico, Giovanni era pesquisador emérito da Fiocruz.

## Biografia
Giovanni nasceu na cidade de Araçuaí, Vale do Jequitinhonha, em Minas Gerais, em 1927. Era o segundo filho de Ettore Gazzinelli (médico) e Narcy Colares Gazzinelli. Fez todo o curso primário em sua cidade. Em 1938 entrou no Seminário de Diamantina e sua família transferiu-se para Teófilo Otoni, berço da família Gazzinelli, oriunda da Itália. Largou o seminário depois de três anos, e foi morar com a família em Belo Horizonte, onde completou o curso secundário. Ingressou no mercado de trabalho como datilógrafo e posteriormente como taquígrafo, profissão que exerceu até formar-se em Medicina em 1955 pela Universidade Federal de Minas Gerais.
Sua pesquisa em bioquímica começou em 1954 sob a supervisão do professor José Baeta Vianna, precursor da bioquímica e da química médica no Brasil. Entre 1954 e 1959 trabalhou no laboratório de Baeta junto de vários outros pesquisadores que se tornariam professores da mesma instituição. No ano seguinte à sua graduação, casou-se com Edméa de Carvalho Gazzinelli, com quem teve quatro filhos. Em 1959, obteve bolsa da Fundação Rockefeller para se aperfeiçoar nos Estados Unidos. Estagiou no Departamento de Bioquímica da Universidade de Utah, onde trabalhou em projetos de relacionados com biossíntese de proteínas.
Retornou ao Brasil em 1962, onde começou a trabalhar como auxiliar de ensino no Departamento de Bioquímica na Escola de Medicina da Universidade Federal de Minas Gerais. Em 1965, defendeu sua tese de doutorado, obtendo o título de doutor em medicina. Com a criação do Instituto de Ciências Biológicas na UFMG, Giovanni foi transferido para o Departamento de Bioquímica, onde defendeu uma segunda tese, obtendo o título de Doutor em Ciências em 1972. Foi posteriormente promovido a professor assistente e depois a professor adjunto. Em 1976, por concurso, tornou-se professor titular.
Aposentou-se da UFMG em 1980, sendo então contratado pela Fiocruz, onde se tornou pesquisador titular no laboratório de sorologia. Como não tinha experiência na área, ele procurou a ajuda do imunologista norte=americano, Daniel G. Colley, com quem criou um laboratório destinado ao estudo da Imunologia Celular e Molecular de Doenças Parasitárias, no Centro de Pesquisas René Rachou (FIOCRUZ), em Belo Horizonte.

## Morte
Giovanni morreu em 4 de janeiro de 2020, em Belo Horizonte, aos 92 anos. Ele foi velado e sepultado no cemitério Bosque da Esperança, na capital mineira.